# Kerivoula hardwickii
Kerivoula hardwickii es una especie de murciélago de la familia Vespertilionidae.

## Distribución geográfica
Se encuentra en  China, India Indonesia, Laos Malasia, Birmania, Filipinas, Sri Lanka y Tailandia.